# Гасанов, Эльхан Эльдарович
Эльха́н Эльдар оглы Гаса́нов (азерб. Elxan Eldar oğlu Həsənov; род. 4 марта 1967[…], Баку) — советский и азербайджанский футболист. Мастер спорта СССР, вратарь. В 2009 году завершил карьеру футболиста и начал работать тренером вратарей в клубе «Карабах» (Агдам).

## Биография
В 1987 году поступил в Азербайджанский государственный институт физкультуры и спорта.
В 1985—1990 играл в ведущей команде Азербайджана — «Нефтчи» (Баку). В 1991 году играл за «Динамо» (Гянджа).
С 1992 играл в чемпионате Азербайджана за «Хазар» (Сумгаит).
С сезона 1993 — снова в составе «Нефтчи».
В 1997 выступал за финский клуб ТПС (Турку), за который помимо 4 игр в чемпионате провел 2 игры в Кубке Интертото.

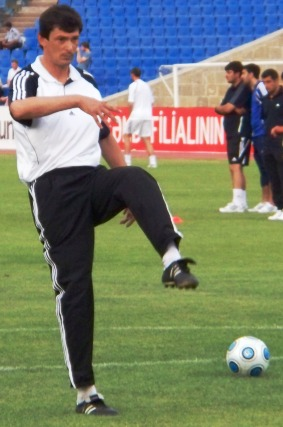
Тренер ФК «Карабах» (Агдам)

По окончании сезона вернулся в «Нефтчи», где играл до лета 1998. Летом 1998 перешёл в финский клуб 2-й лиги «Коткан ТП», с которым на следующий год играл уже в высшей лиге. В «Коткане» играл вплоть до окончания сезона 2000 года.
В 2001 вернулся в Азербайджан, снова в «Нефтчи». Летом 2001 перешёл в клуб азербайджанской Премьер-Лиги — «Шафа» (Баку). Вместе с командой стал участником еврокубков — провёл 2 игры в Кубке УЕФА.
В середине сезона 2001/02 он снова в «Нефтчи». Провёл за команду 9 игр и не пропустил ни одного мяча.
В 2004 выступал на Кубке чемпионов Содружества за команду «Карабах» (Агдам). Имея действующий контракт с клубом 2-й лиги Азербайджана «Гянджларбирлийи», он по просьбе главного тренера «Карабаха» Диниева помогал команде на турнире.
С 2004 играл за «Карван» (Евлах), которому помог дважды стать призёром чемпионата Азербайджана. В сезоне 2007/08 провёл 2 игры за «Интер» (Баку).
В 2009 году принял решение о завершении карьеры футболиста, отказавшись от продления контракта с «Интером».
Провёл в чемпионатах Азербайджана в общей сложности 203 игры, в которых пропустил 139 голов (в среднем − 0,685 мяча за игру). По этому показателю Гасанов является лидером среди футбольных вратарей Азербайджана.

## Сборная Азербайджана
С 1992 по 2000 год защищал цвета национальной сборной Азербайджана.

## Тренерская карьера
После завершения карьеры футболиста был назначен тренером по работе с вратарями в клубе «Карабах» (Агдам).

## Достижения

### Командные
«Хазар» (Сумгаит)
- Серебряный призёр чемпионата Азербайджана: 1992

«Нефтчи» (Баку)
- Чемпион Азербайджана: 1995/96
- Серебряный призёр чемпионата Азербайджана: 2000/01, 2001/02
- Бронзовый призёр чемпионата Азербайджана: 1994/95
- Обладатель Кубка Азербайджана: 1994/95, 1995/96
- Финалист Кубка Федерации футбола СССР: 1988

«Коткан ТП»
- Финалист Кубка Финляндии: 2000

Карван (Евлах)
- Серебряный призёр чемпионата Азербайджана: 2005/06
- Бронзовый призёр чемпионата Азербайджана: 2004/05

«Интер» (Баку)
- Чемпион Азербайджана: 2007/08
- Серебряный призёр чемпионата Азербайджана: 2008/09

### Личные
- В 2009 году вошёл в список лучших вратарей мира (66 место среди 433), составленный международной федерацией футбольной истории и статистики, сохранив свои ворота в неприкосновенности в течение 943 минут, в период с 6 апреля 2001 по 18 мая 2003 года, когда Гасанов защищал цвета клуба «Нефтчи» (Баку)[12].

## Семья
Супруга Алла — азербайджанская волейболистка, экс-капитан женской сборной Азербайджана по волейболу и команды «Азеррейл», под руководством которой тренируются молодые азербайджанские волейболистки.